# Keritot
Keritot (plural de karet, en hebreu: כריתות), és el setè tractat de l'ordre de Kodaixim, de la Mixnà i el Talmud babilònic. El tractat té sis capítols i tracta sobre les transgressions per les quals el càstig és el karet.

## Definició
Keritot tracta sobre les transgressions per les quals els pecadors són castigats amb ser separats de la comunitat del poble jueu, si el seu pecat és comès deliberadament. Tracta igualment sobre el tipus de sacrifici que ha de ser ofert per a l'expiació d'aquest pecat, si la transgressió va ser comesa per error.
Hi ha diversos exemples de pecats relacionats amb el karet que inclouen: trencar el dejuni en el dia de Yom Kipur, els pecats sexuals, i la impuresa ritual. Segons el judaisme, l'home jueu que no desitja unir-se al pacte d'Abraham, Isaac i Jacob, i es nega a ser circumcidat com a senyal del pacte fet per Elohim amb Abraham i els seus descendents, ha de ser separat del poble jueu.